# Hilko Dumno
Hilko Dumno (* 7. September 1971 in Lippetal) ist ein deutscher Pianist.

## Leben und Wirken
Dumno absolvierte ein Klavierstudium an der Hochschule für Musik Detmold/Münster bei Gregor Weichert. Diese Ausbildung ergänzte er durch ein Aufbaustudium für Kammermusik und Liedbegleitung bei Rainer Hoffmann, Eugen Wangler und Tabea Zimmermann an der Hochschule für Musik und Darstellende Kunst in Frankfurt. Er war Stipendiat des Deutschen Musikrates und der Villa Musica Mainz.
Als Liedpianist war er bei Festivals wie den Schubertiaden in Schwarzenberg und Vilabertran, der Styriarte den Schwetzinger Festspielen, dem Heidelberger Frühling, dem Schleswig-Holstein-Festival den Dresdner Musikfestspielen, dem Lucerne Festival, dem Amadeus Festival Genf, sowie an verschiedenen Opernhäusern in Deutschland und Europa zu hören.
Seine musikalischen Partner waren Sänger wie Tanja Baumgartner, Hans-Christoph Begemann, Hedwig Fassbender, Julia Kleiter, Johannes Martin Kränzle, Claudia Mahnke, Hans Jörg Mammel, Georg Poplutz, Christoph Prégardien oder Britta Stallmeister.
Von 2012 bis 2019 leitete Hilko Dumno gemeinsam mit Hedwig Fassbender die Reihe „Lied und Lyrik“ im Frankfurter Goethe-Haus. Er ist als Liedpianist an der Oper Frankfurt in dem Konzertformat „Lieder im Holzfoyer“ mit den dortigen Ensemblemitgliedern engagiert.
Er unterrichtet an der Hochschule für Musik und darstellende Kunst Frankfurt seit 2001 das Fach Liedgestaltung und ist Dozent dort für Instrumentalkorrepetition seit 2014.

## Diskographie
- Richard Strauss: Lieder – Songs of Love and Death, Hedwig Fassbender, Hilko Dumno, Naxos 2006[2]
- Romantische Balladen – Die Mitternacht zog näher schon, Johannes Martin Kränzle, Hilko Dumno, Oehms, 2008[3]
- Hugo Wolf: Italienisches Liederbuch, Christoph Prégardien, Julia Kleiter, Hilko Dumno, Challenge 2009[4]
- Franz Liszt: Lieder – „Voll Freud und Leid“, Hans Jörg Mammel, Hilko Dumno, Carus 2010[5]
- Grenzen der Menschheit, Johannes Martin Kränzle, Hilko Dumno, Challenge 2012[6]
- Franz Schubert: Lieder – „Lieder an die Entfernte“, Georg Poplutz, Hilko Dumno, Spektral 2016[7]
- Das Ewige Rätsel, Künstler: Johannes Martin Kränzle, Hilko Dumno, Oehms, 2017
- O wüsst'ich doch den Weg zurück, Kateryna Kasper, Hilko Dumno (Klavier), TYXart, 2017[8]
- La mi sola, Carmen Artaza, Hilko Dumno, Coviello 2023
- Love Story Short, Eva-Maria Hartmann, Hilko Dumno, Kaleidos Musikeditionen 2024

## Preise
2018 – Preis der deutschen Schallplattenkritik in der Kategorie Klassisches Lied und Vokalrecital